# アレン・M・サムナー (駆逐艦)
アレン・M・サムナー (USS  Allen M. Sumner , DD-692) は、アメリカ海軍の駆逐艦。アレン・M・サムナー級駆逐艦の1隻。艦名は第一次世界大戦で活躍したアメリカ海兵隊大尉アレン・M・サムナーに因む。

## 艦歴
「アレン・M・サムナー」は、1943年7月7日にニュージャージー州カーニーのフェデラル・シップビルディング・アンド・ドライドック社で起工した。1943年12月15日にアレン・M・サムナー未亡人によって命名、進水し、1944年1月26日に艦長ノーマン・J・サンプソン少佐の指揮下就役した。

### 第二次世界大戦

#### 1944年
「アレン・M・サムナー」は3月3日までにニューヨーク海軍工廠での艤装を完了すると、バミューダ海域での整調訓練に向かった。 4月8日にニューヨークに帰還、信頼性試験を行った。5月3日に修理が完了するとヴァージニア州ノーフォークへ出航し、到着後二か月にわたる新造艦乗員訓練の核となる乗員たちの訓練を開始した。ニューヨークへの帰還は7月5日のことであった。8月12日「アレン・M・サムナー」は太平洋戦域に派遣された。途中で、ノーフォークに短期間留まり対潜水艦と対航空機の戦闘訓練を行い、8月29日にパナマ運河を通過した。ハワイ到着前に9月7、8日サンディエゴに一泊したため真珠湾到着は9月14日のことで、以後10月23日まで五週間に及ぶ訓練を行った。11月29日、フィリピンのサンペドロ湾に着任。ジョン・C・ザーム中佐指揮下の第120駆逐隊に属しレイテ湾のパトロールを開始した。
12月2日「アレン・M・サムナー」はオルモック湾夜戦に参加した。
1944年末、すでに敗色濃厚な状況になっても日本軍はフィリピンへ物資と兵員を輸送していた。偵察機からの報告はその夜日本軍の輸送船団がオルモック湾に入港することを示しており「アレン・M・サムナー」は僚艦「モール」、「クーパー」とともにこの輸送船団を撃破するために送られた。2日23時、「アレン・M・サムナー」はセブ島から発進した日本陸軍機による第一波の空襲を受けた。一〇〇式司令部偵察機の投下した爆弾が船の右舷船首から30ヤード至近距離で爆発、破片は船体を貫通し、船内では火災が発生した。士官1人と兵12人が負傷したが、サムナーは戦闘を継続した。夜半、3隻の駆逐艦は、二隻の敵艦をレーダーで探知した。それは日本海軍第43駆逐隊所属の松型駆逐艦「桑」と「竹」であった。探知から9分後、戦闘が開始され、「アレン・M・サムナー」と僚艦は「桑」に砲撃を集中し、「桑」を撃沈した。
しかし「竹」からの雷撃を船体中央部に受けた「クーパー」は竜骨を折られ、ほとんど一瞬のうちに沈められた。どうにか脱出できたのは乗員の半数程度だった。「アレン・M・サムナー」と「モール」はこれら生存者の救助に当たったが、空襲と海岸の砲台からの砲火が激しく救助作業は難航した。3日に「アレン・M・サムナー」と「モール」はオルモック湾から撤退を開始し、その日のうちにサンペドロ湾に到着した。サンペドロ湾で「アレン・M・サムナー」は戦闘で受けた損傷の修復を受けた。この間サンペドロ湾は断続的な空襲にさらされたが、9日後に「アレン・M・サムナー」は修理を無事完了した。
12月12日に「アレン・M・サムナー」はサンペドロ湾を出発し、12月15日には侵攻前の海岸爆撃に参加すべくアーサー・D・ストラブル少将のミンドロ島上陸支援を任務とした第78.3任務群に参加した。部隊は日本軍の空襲を受けたが、「アレン・M・サムナー」に損害はなかった。「アレン・M・サムナー」は僚艦「モール」、「イングラハム」とともに対空防御を担当した。翌日、「アレン・M・サムナー」はミンドロを出発した。12月26日から29日にかけてはミンドロ島への、およびサンペドロ湾への補給部隊を護衛した。

#### 1945年
1945年に入ってからも「アレン・M・サムナー」はフィリピン方面で活動を継続した。1月には爆撃・火力支援を任務としたジェシー・B・オルデンドルフ中将の第77.2任務群に属しルソン島上陸作戦の前段階であるルソン島への砲撃に参加した。1月2日、「アレン・M・サムナー」はサンペドロ湾からリンガエン湾に向けて出撃した。1月6日リンガエン湾にて掃海作業の支援中日本特攻機の攻撃によって損傷を受けた。このとき突入してきた特攻機は3機で、最初の機は対空砲火の前に突入を断念し退却したが、2機目が囮として対空砲火を逸らす間に3機目が突入した。この突入で「アレン・M・サムナー」は損傷を受け、14人の戦死者と19人の負傷者を出した。艦の被害も大きく、撤退して大型艦との合流を図るべき規模であったが、「アレン・M・サムナー」は撤退せず1月14日まで作戦を支援した。14日、「アレン・M・サムナー」はアメリカへ修理のため帰還の途に就いた。
18日にマヌス島に到着し、9日間停泊した。1月27日に護衛空母「カダシャン・ベイ」と合流し、マジュロを経由して2月6日に真珠湾に到着した。真珠湾への停泊は1日だけで、翌日にはオアフ島を出発し、2月13日にはカリフォルニア州ハンターポイントに入港した。修理は4月10日に完了し、14日から西海岸で駆逐艦乗員候補たちの訓練を開始した。3か月後の7月17日、「アレン・M・サムナー」はサンフランシスコでの訓練任務を解かれ西部太平洋での任務に復帰した。23日オアフ島に到着、真珠湾での三週間の訓練を経て8月12日、ハワイを出発した。8月15日に日本は降伏したが、「アレン・M・サムナー」は西への航海を継続した。

### 1953～1966年
1962年10月、キューバ危機に際してキューバ隔離のため出動した。

### 備考
「アレン・M・サムナー」は第二次世界大戦と朝鮮戦争、ベトナム戦争の功績によって2個の従軍星章を受章した。